# 外大气层动能杀伤拦截器

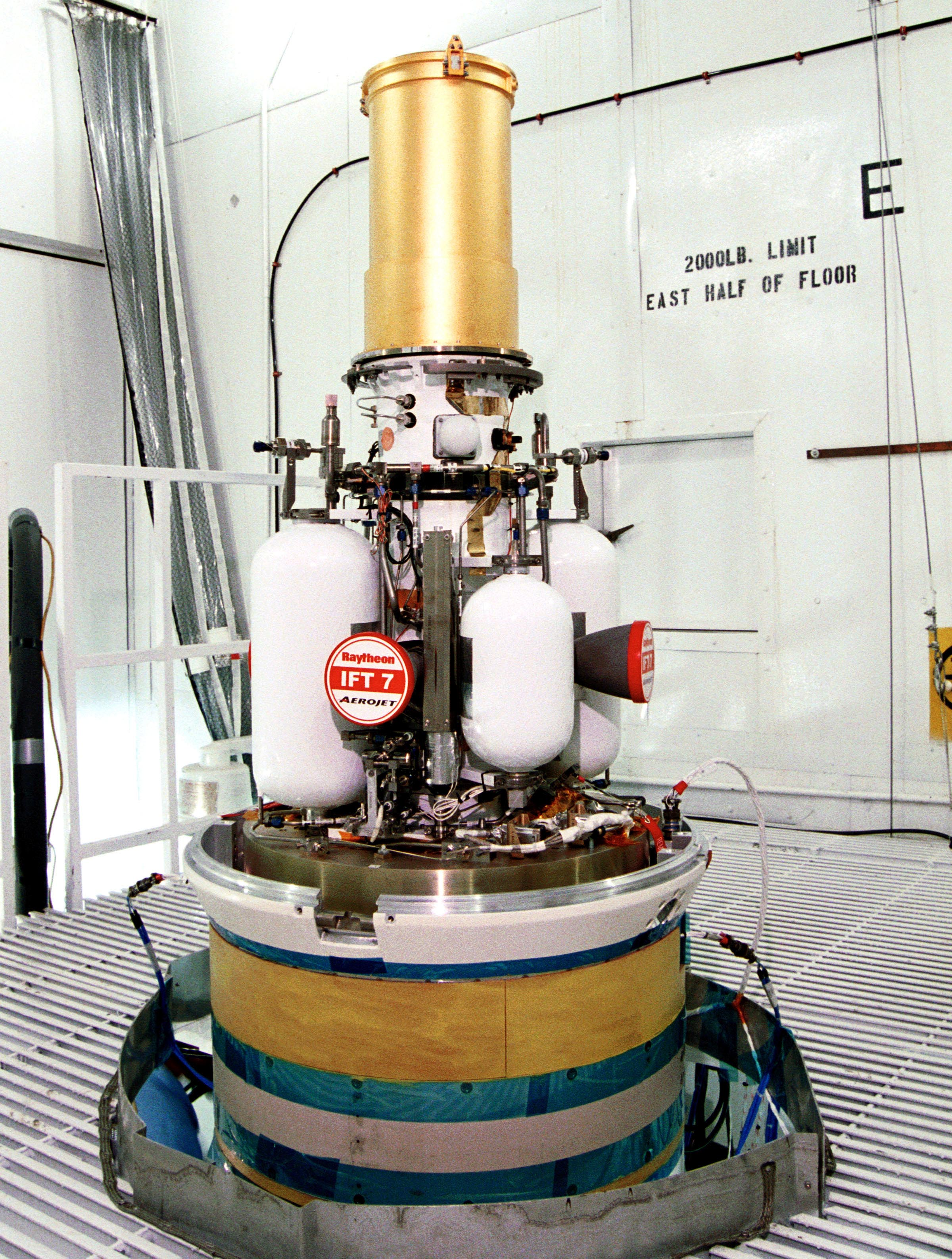
外大气层动能杀伤拦截器（EKV）的原型机

外大气层动能杀伤拦截器（英語：Exoatmospheric Kill Vehicle）简称EKV，是美国国防承包商雷神公司研制的导弹拦截弹头，和陆基中段防御系统（GMD）配套使用，是美国国家导弹防御系统的重要一环。
在拦截来袭导弹的任务中，搭载外大气层动能杀伤拦截器的火箭（即陆基中段防御系统的火箭）点火升空，然后两者分离，前者自行修正方向摧毁任务目标。EKV本身搭载的火箭和燃料只负责修正拦截任务最后阶段的飞行轨道修正工作，而不具备末端加速等功能。
美军原计划在2025年着手研制下一代新型杀伤拦截器（RKV），并准备把项目交由波音公司主导，和雷神公司共同合作研制。但是2019年8月21日，国防部宣布该项目取消。而在这之前，雷神公司就已经收到停止研发的通知，因为一些关键部件未能达到技术要求，设计方案的审核被延期。

## 参数
- 重量：大约64公斤/140磅
- 长度：1.4米
- 直径：0.6米
- 速度：大约每秒10公里[3]